# Fighting Man
〈Fighting Man〉은 NEWS의 13번째 싱글이다.

## 개요
전작 〈사쿠라걸〉로부터 약 7개월 만의 발매이며, 2010년 2번째 싱글이다. 또, 발매일 당일은 당시 멤버 니시키도 료의 생일이기도 하다.
초회반에 수록되어 있는 〈Wake Up〉은 〈FLY AGAIN〉의 속편적인 곡이 되고 있다. 초회 한정 생산반은 12페이지 소책자, 통상반에는 3면 6페이지 자켓이 봉입되고 있다. 〈Wake Up〉은 초회반, 〈Winter Moon〉과 〈사랑은 심플한 카레라이스〉는 통상반에만 수록되어 있다.
초동 매상은 전작으로부터 대폭 감소해, 누계 매상이 데뷔 이래, 처음으로 20만 매를 밑돌았다.
2011년 10월에 야마시타 토모히사·니시키도 료가 그룹을 탈퇴해, 6인 체제로의 마지막 싱글이 되었다.

## 수록곡

### 초회 생산 한정반
1. Fighting Man
작사: zopp / 마나베 오자토 / 작곡: R・O・N / 편곡: 스즈키 마사야
2. ガムシャラ Cha Cha Cha / 저돌적으로 Cha Cha Cha
작사: 마츠오 키요시 / 작곡·편곡: Dr Hardcastle・Anderz Wrethov
3. Wake Up
작사: Hacchin' Maya / 작곡: 히로이즘 / 편곡: Naoki-T
4. Fighting Man（オリジナル・カラオケ with NEWS）

사양·봉입 특전
- 12페이지 소책자

### 통상반
1. Fighting Man
2. ガムシャラ Cha Cha Cha / 저돌적으로 Cha Cha Cha
3. Winter Moon
작사: miho sumita / 작곡: 후지스에 미키 / 편곡: 나카니시 료스케
4. 愛はシンプルなカレーライス / 사랑은 심플한 카레라이스
작사: Hacchin' Maya / 작곡: Magnus Funemyr, Arvid Nordström / 편곡: 나카니시 료스케

사양·봉입 특전
- 3면 6페이지 자켓